# Via Decia
Виа Деция (на латински: Via Decia) е древен римски път в Германия през Алпите през прохода Горен Йохпас и води до Брегенц (Brigantium).
Построен е през 250 г. от Деций. Вероятно е минавал при Цирл (Teriolis) близо до Инсбрук в Тирол в Западна Австрия, където е намерен един милен камък (още не е доказан). До това селище пътят се сливал с Via Raetia, който водел от провинция Реция до Северна Италия.
Пътят минава през Констанцката долина. През 250 г. „Via Decia“ минава през селото Талкирхдорф.